# Stella Sierra
Stella Sierra (5 tháng 7 năm 1917 - 19 tháng 10 năm 1997) là một nhà thơ và là một nhà văn văn xuôi người Panama. Các tác phẩm của bà chủ yếu tập trung vào tình yêu, thiên nhiên và niềm vui sống.

## Tiểu sử
Sinh ra ở Aguadulce vào ngày 5 tháng 7 năm 1917, bà được mẹ chăm sóc sau khi cha mẹ của bà là Alejandro Tapia Escobar và Antonia Sierra Jaén de Tapia, ly dị năm 1922; sau đó bà được biết đến với cái tên Stella Sierra. Sau khi học tiểu học ở quê nhà, bà đã hoàn thành chương trình giáo dục trung học ở Panama City. Bà tốt nghiệp trường Colegio Internacional de María Inmaculada vào năm 1934. Sau đó, bà học ngôn ngữ và văn học Tây Ban Nha tại Đại học Panama, đạt được chứng chỉ giảng dạy của Profesora de Segunda Enseñanza (giáo viên trung học) vào năm 1954. Bà đã xuất bản tựa sách đầu tiên của bà -Sinfonía jubilosa en doce sonetos (Bản giao hưởng vui vẻ trong Mười hai bài thơ Sonnet) và bà đã tiếp tục với Canciones de mar y luna (Bài hát về biển và mặt trăng) vào năm 1944. Hai cuốn sách này, không phân biệt với các tác phẩm sau này của bà, cho biết đã xác nhận "vị trí của bà trong nền văn học Panama".
Sau khi giảng dạy trong một thời gian dài ở nhiều trường trung học khác nhau, bà trở thành phó giám đốc Sở Văn hóa của Bộ Giáo dục từ năm 1946 đến 1951. Bà đi đến Tây Ban Nha, nơi công việc của bà rất được hoan nghênh, cũng như các nước Mỹ Latinh khác nhau và Hoa Kỳ. Bà cũng đóng góp cho các tạp chí văn học của Panama bao gồm cả Mundo Gráfico và Épocas. Từ năm 1951 đến năm 1980, bà thường xuyên được đánh giá cao với các bài thơ cho giải thưởng văn học của Ricardo Miró.

## Giải thưởng
Năm 1942, bà đã giành giải nhất trong cuộc thi Ricardo Miró với Sinfonia Jubilosa. Tác phẩm của bà được hoan nghênh vì "sự sạch sẽ của ngôn ngữ, sự thuần khiết trong quan niệm và phẩm giá thẩm mỹ của nó".

## Các tác phẩm
Thơ của Sierra xoay quanh hai chủ đề chính: tình yêu và thiên nhiên. Các tác phẩm của bà bao gồm:
- 1942: Sinfonía Jubilosa en doce sonetos, thơ [3]
- 1944: Canciones de Mar y Luna, thơ [3]
- 1947: Libre y Cautiva, thơ
- 1948: Palabras sobre poesía, thơ
- 1949: Cinco nhà thơ, thơ
- 1948: Palabras sobre poesía, tiểu luận
- Năm 1965: Presencia del recuerdo, thơ [3]
- 1969: Agua Dulce, hồi ký tuổi thơ